# زنگنه (ملایر)
زَنگِنه شهری از توابع بخش زند
شهرستان ملایر در استان همدان است و همچنین مرکز بخش زند می‌باشد.
زنگنه در جنوب شرقی ملایر قرار دارد. قرارگرفتن زنگنه در محور مواصلاتی ملایر - تهران از عوامل اصلی رونق و شکوفایی آن است. جالب توجه این که مقدار چشمگیری از سوغات ملایر مانند شیرهٔ انگور و کشمش و گردو محصول این شهر است.
در اطراف زنگنه معدن قدیمی سرمک (آهنگران) قرار دارد که بیش از ۶۰ سال است که از آن بهره‌برداری می‌شود؛ همچنین شرکت کیان کرد که تولیدکننده الیاف صنعتی می‌باشد پیرامون این شهر قرار گرفته است از مناظر دیدنیِ زنگنه می‌توان به قلعهٔ ارباب وزیری محل سکونت کریم خان زند(هم اکنون تحت اشراف خاندان حاج علی عباس خان زنگنه میباشد) ، سیاه چقا، دو درّهٔ سماق و زرشک، امام‌زاده و نیز باغات زیبا و دل‌انگیز گردو، آلبالو، گیلاس و انگور اشاره کرد. مردم این دیار عموماً لر می می‌باشند
لازم به ذکر است که بگوییم این بخش کوچک یکی از قدیمی ترین مکان های تاریخی است و جاذبه زیبایی برای بازدید دارد . 

## جمعیت
جمعیت شهر زنگنه براساس سرشماری مرکز آمار ایران در سال ۱۳۹۵، ۹۱۲ نفر (۲۴۰ خانوار) بوده است.

## موقعیت
فاصلهٔ این شهر با شهر ملایر تقریباً ۲۵ کیلومتر است. شهر زنگنه با روستاهای زنگنهٔ سُفلی، کِساوند، احمد روغنی (احمدیه)، سیاچُقا و پری همسایه است.

## ره‌آورد
گیلاس، گردو، آلبالو، گردو،  شیره انگور و لواشک های متنوع از مهم‌ترین محصولات این شهر به‌شمار می‌آید.

## نگارخانه

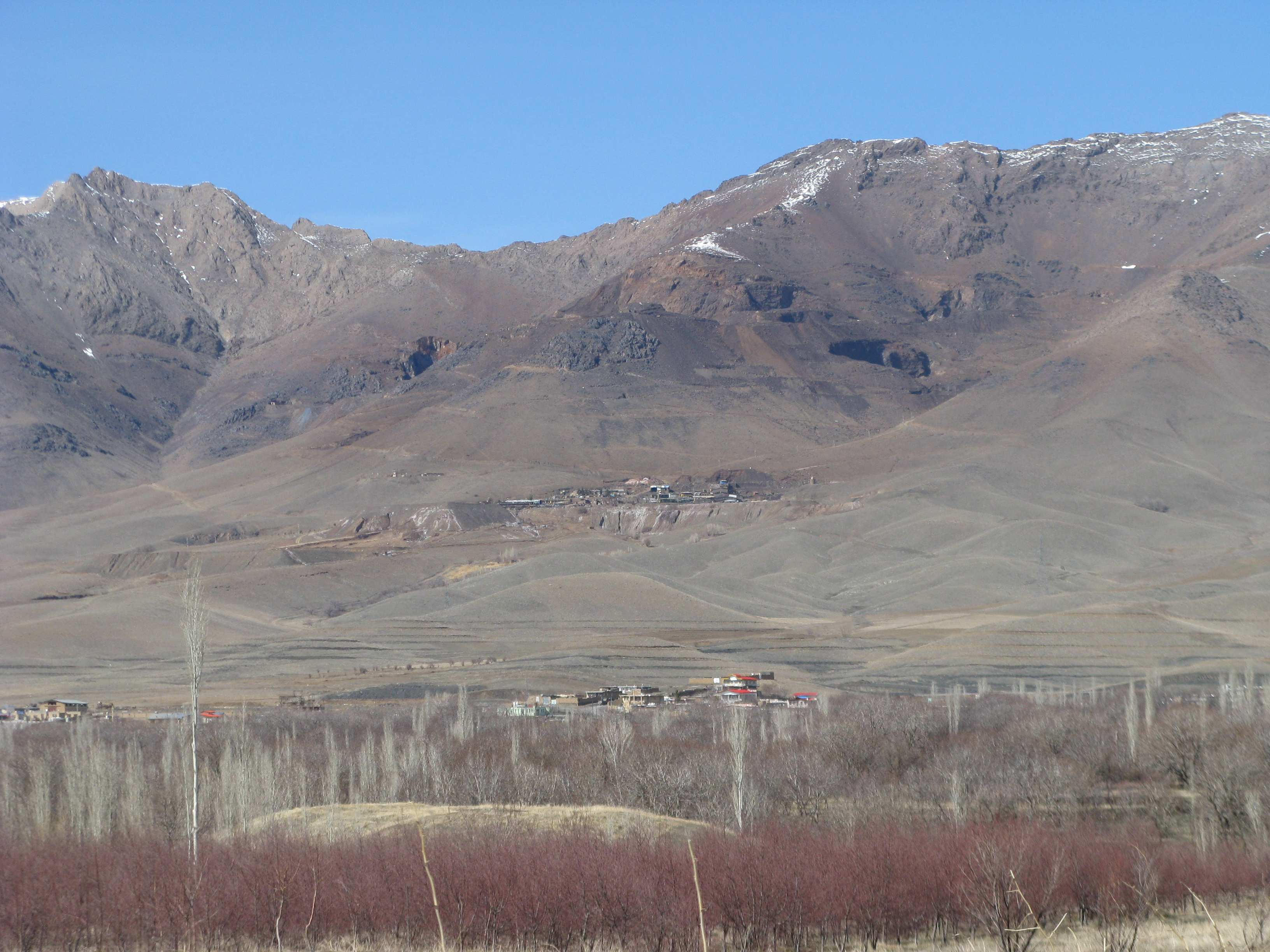
نمای جنوبی زنگنه